# Martín Farfán
Pour les articles homonymes, voir Farfán.
Farfán  Pulido est un nom espagnol. Le premier nom de famille, en général paternel, est Farfán ; le second, en général maternel, souvent omis, est Pulido.
José Martín Farfán Pulido, né à Facatativá, (département de Cundinamarca) le 21 août 1965, est un ancien coureur cycliste colombien, professionnel de 1988 à 1995.
Il remporte 3 victoires. Ses meilleurs résultats sur le circuit européen restent son succès dans le classement final des meilleurs grimpeurs de la Vuelta 1990 et d'avoir été leader de la Vuelta 1989 durant une journée.
Lors du Tour d'Espagne 1989, il prend part, tout d'abord, lors de la 6e étape, à une échappée avec son compatriote Omar Hernández. Ce dernier prend le maillot « amarillo » (jaune) de leader de la course alors que Farfán se replace au classement général. Il prendra la tête de la Vuelta 1989, à l'issue de la 15e étape (un contre-la-montre en côte). Mais pour seulement deux secondes, devant le futur vainqueur Perico Delgado qui lui ravira dès l'étape suivante. Résultat entaché par un contrôle antidopage positif, révélé quelques jours après l'arrivée à Madrid.

## Équipes
- 1988 :  Café de Colombia
- 1989 :  Café de Colombia - Mavic
- 1990 :  Kelme - Ibexpress
- 1991 :  Kelme - Ibexpress - CAM
- 1992 :  Kelme
- 1993 :  Kelme - Xacobeo '93
- 1994 :  Postobón Manzana
- 1995 :  Kelme - Sureña - Avianca[5]

## Palmarès

### Palmarès année par année
| - 1988 - 2e étape du Tour du Táchira - 1989 - 3e étape du Clásico RCN - 1990 - Tour d'Espagne : - Classement de la montagne - 18e étape - 1991 - 6e étape du Tour de Colombie - 3e du Tour de Colombie - 3e du Tour de Burgos - 9e du Critérium du Dauphiné libéré | - 1992 - 6e étape du Critérium du Dauphiné libéré - 2e étape du Tour de Burgos - 8e étape du Tour de Colombie - 8e du Critérium du Dauphiné libéré - 1994 - 2e étape du Clásico RCN - Vuelta al Tolima - 3e du Clásico RCN |

### Résultats sur les grands tours

#### Tour de France
1 participation.
- 1990 : abandon (8e étape)

#### Tour d'Espagne
6 participations
- 1989 : 23e du classement général[14],  leader durant un jour
- 1990 : 11e du classement général, victoire du  classement du Meilleur grimpeur et de la 18e étape
- 1991 : 53e du classement général
- 1992 : 38e du classement général
- 1993 : 40e du classement général
- 1995 : abandon (14e étape)

#### Tour d'Italie
2 participations
- 1993 : abandon (17e étape)
- 1995 : 49e du classement général